# Ábel Ferenc
Ábel Ferenc (Maniga, 1722. július 9. – Eperjes, 1784. október 11.) jezsuita szerzetes, tanár, hitszónok.

## Élete
A gimnáziumot Eperjesen és Kassán végezve a jezsuita rendbe lépett 1740-ben. A filozófiát Kassán hallgatta, 1751-ben mint első éves teológus Nagyszombatban tanult. Később a tanári széken oktatta az ifjúságot, azután a templomban hirdette az Isten igéjét. 1758-ban a bölcseleti tanszékre is képesítést nyert, s 1760-ban a nagyszombati akadémián mint az etika és természeti jog tanára működött. A jezsuita rend feloszlatása után Eperjesre ment szlovák hitszónoknak, ahol 1784-ben meghalt.

## Művei
- Betulia pia Judithae fraude servata, melynek első része 1749-ben, másik része 1750-ben jelent meg Kassán
- Keresztény tanítást is adott ki kérdések- és feleletekben szlovák nyelven 1762-ben Nagyszombatban